# الإيجار
المعروف أيضًا باسم التوظيف أو التأجير، هو اتفاق يسدد مقابل الاستخدام المؤقت لسلعة أو خدمة أو عقار مملوك لشخص آخر. يعقد الإيجار الإجمالي عندما يدفع المستأجر مبلغ إيجار ثابت، ويدفع المالك جميع رسوم الملكية، التي يتكبدها المالك بانتظام. مثال على التأجير هو تأجير المعدات. ويمكن أن يكون الإيجار مثالًا على الاقتصاد التشاركي.  

## أسباب الاستئجار:
هنالك العديد من الأسباب المحتملة للتأجير بدلًا من الشراء، مثلًا: في العديد من الولايات القضائية، وتشمل: (الهند، وإسبانيا، وأستراليا، والمملكة المتحدة، والولايات المتحدة)، يكون الإيجار المدفوع في التجارة أو الأعمال التجارية معفيًا من الضرائب، في حين أن إيجار المسكن لا يُخصم من الضرائب في معظم الولايات القضائية. منزل عندما يكون المرء غير قادر على الشراء، أي «الإيجار بحكم الضرورة». تقليل المخاطر المالية بسبب الاستهلاك وتكاليف المعاملات، خاصة بالنسبة للعقارات، التي قد تكون مطلوبة فقط لفترة قصيرة من الوقت. عندما تكون هنالك حاجة إلى شيء مؤقت فقط، كما في حالة وجود أداة خاصة أو شاحنة أو قفز، عندما تكون هنالك حاجة إلى شيء ما قد يكون أو لا يكون مملوكًا بالفعل، ولكنه ليس قريبًا للاستخدام، مثل استئجار سيارة أو دراجة عندما تكون بعيدًا في رحلة. للشراء، مثل استئجار فيلم: لا يرغب الشخص في دفع الثمن الكامل لفيلم، لذلك يستأجره بسعر أقل، ولكن يتخلى عن فرصة مشاهدته مرة أخرى لاحقًا. صيانة الممتلكات (قص العشب، وتجريف الثلج، وما إلى ذلك) للمالك أو وكلائه. لا داعي للقلق بشأن العمر والصيانة. الإيجار مفيد للبيئة إذا استخدمت المنتجات بنحو أكثر كفاءة من طريق تعظيم المنفعة بدلًا من التخلص منها والإفراط في الإنتاج والاستغلال. كلما زاد عدد مرات تأجير العنصر، ارتفع الدخل. في نهاية المطاف، يتخطى دخل الإيجار قيمة شراء المنتج وكل عملية ترحيل تصبح ربحًا للمالك.  

## نموصناعة الإيجارات:
يمثل التأجير قصير الأجل لجميع أنواع المنتجات (باستثناء العقارات وشقق العطلات) بالفعل ما يقدر بنحو 108 مليار يورو (160 مليار دولار) سوقًا سنويًا في أوروبا ومن المتوقع أن ينمو أكثر لأن الإنترنت يجعل من السهل العثور على عناصر محددة متاحة للإيجار. وفقًا لاستطلاع أجرته YouGov، فإن 76٪ من الأشخاص الذين يتطلعون إلى الاستئجار سيذهبون إلى الإنترنت أولًا للعثور على ما يحتاجون إليه؛ ترتفع إلى 88٪ لمن تتراوح أعمارهم بين 25 و34 عامًا.  
على نطاق واسع، قد تكون الأزمة المالية في 2007-2010، ساهمت في النمو السريع لأسواق التأجير عبر الإنترنت، مثل erento، إذ من المرجح أن يفكر المستهلكون في الاستئجار بدلًا من الشراء في أوقات الضائقة المالية. المخاوف البيئية، والاستهلاك السريع للسلع، والقوى العاملة العابرة، تعني أيضًا أن المستهلكين يبحثون بنحو متزايد عن الإيجارات عبر الإنترنت.  
بينت دراسة استقصائية أمريكية أجريت عام 2010 أن 27٪ من المستأجرين يخططون لعدم شراء منزل مطلقًا.

## عقد إيجار
عادة ما يكون هنالك اتفاقية أو عقد إيجار ضمني أو صريح أو مكتوب لتحديد شروط الإيجار، التي تُنظم وتُدار بموجب قانون العقود.  
تشمل الأمثلة تأجير العقارات لغرض حيازة السكن (إذ يستأجر المستأجر مسكنًا للعيش فيه)، أو مكان لوقوف السيارات (المركبات)، أو مساحة التخزين، أو العقارات الكاملة أو أجزاء منها للأعمال التجارية، أو الزراعية، أو استخدام مؤسسي أو حكومي أو أسباب أخرى.  
عند تأجير العقارات، غالبًا ما يُطلق على الشخص (الأشخاص) أو الطرف الذي يعيش في العقار أو يشغل العقار مستأجرًا، يدفع الإيجار لمالك العقار، وغالبًا ما يُطلق عليه اسم المالك (أو صاحبة الأرض). قد تكون العقارات المستأجرة العقار كله أو جزءًا منه، مثل: (شقة، أو منزل، أو مبنى، أو مكتب (مكاتب) أعمال، أو جناح، أو أرض، أو مزرعة، أو مساحة داخلية فقط، أو خارجية لإيقاف سيارة، أو متجر؛ كل شيء تحت قانون العقارات.
غالبًا ما يطلق على اتفاقية إيجار العقارات عقد إيجار، وعادةً، ما تتضمن حقوق ملكية محددة في الممتلكات العقارية، على النقيض من المنقولات.  
في الهند، تخضع إيرادات الإيجار على الممتلكات للضريبة تحت عنوان «الدخل من ملكية المنزل». يُسمح بخصم 30٪ من إجمالي الإيجار، الذي يُحصَّل من الضريبة.  
يخضع استخدام الوقت للممتلكات أو ما يسمى «بالممتلكات الشخصية» بموجب قانون العقود العام، ولكن مصطلح الإيجار يمتد أيضًا في الوقت الحاضر إلى عقود الإيجار طويلة الأجل للممتلكات غير العقارية الأكثر تكلفة، مثل: (السيارات، والقوارب، والطائرات، ومعدات المكاتب، وهكذا دواليك). التمييز في هذه الحالة هو الإيجارات طويلة الأجل مقابل الإيجارات قصيرة الأجل. 